# Качановская волость

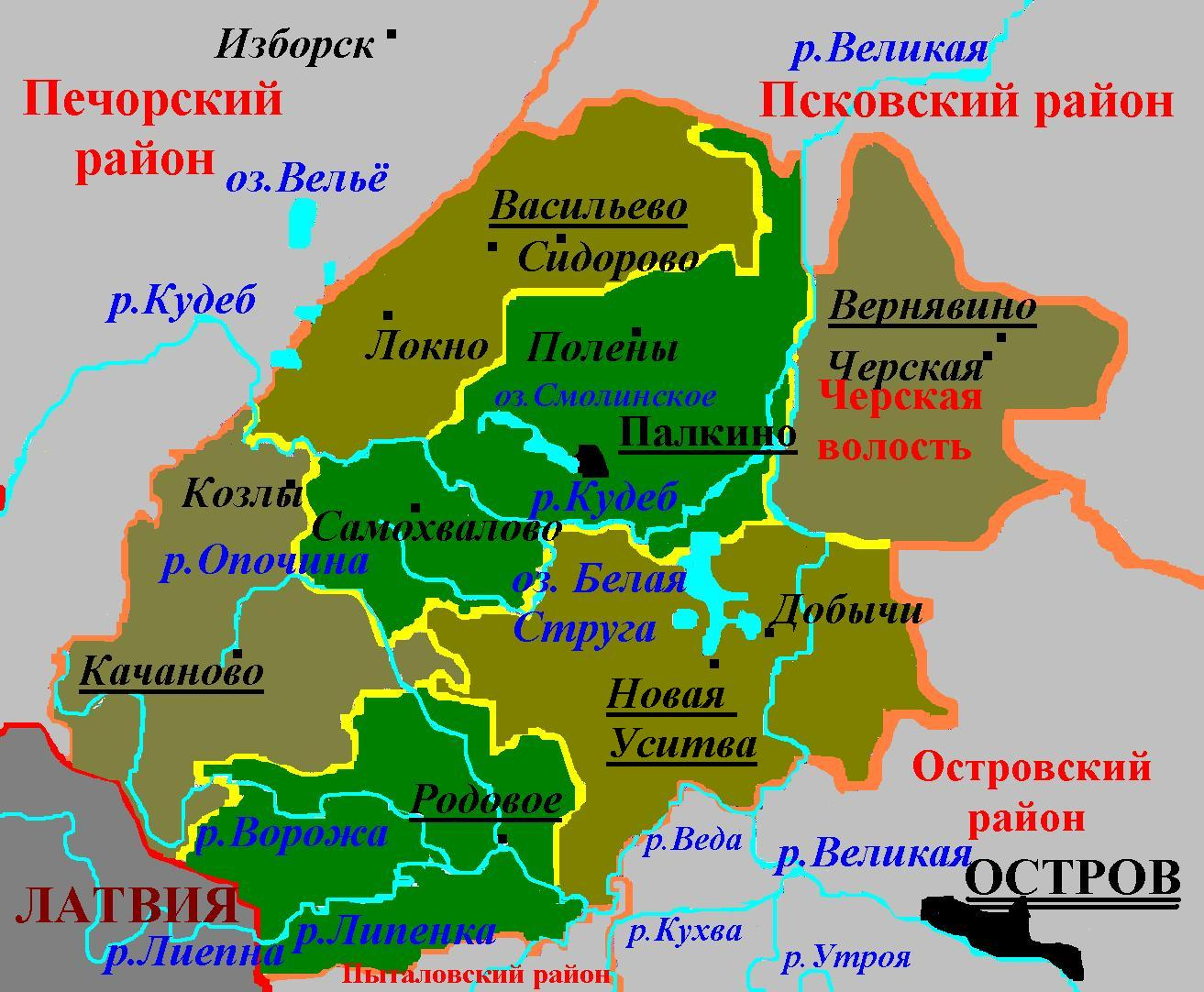
Административное деление Палкинского района в 1995—2015 годах (в 1966—1995 годах — вместо волостей — одноимённые сельсоветы)

Качановская волость — административно-территориальная единица 3-го уровня и муниципальное образование со статусом сельского поселения в Палкинском районе Псковской области России.
Административный центр — село Качаново.

## География
Территория волости граничит на севере с Палкинской волостью, на востоке — с Новоуситовской волостью Палкинского района, на западе — с Печорским районом Псковской области, на юге — с Лиепнинской волостью Алуксненского края Латвии.

## Население
| 2002  | 2010  | 2012  | 2013  | 2014  | 2015 | 2016  |
| ----- | ----- | ----- | ----- | ----- | ---- | ----- |
| 1036  | ↘794  | ↘730  | ↘687  | ↘652  | ↗661 | ↗1310 |
| 2017  | 2018  | 2019  | 2020  | 2021  |      |       |
| ↘1268 | ↘1237 | ↘1196 | ↘1148 | ↗1207 |      |       |

Суммарная численность населения Качановской и Родовской волостей, объединённых в новообразованную Качановскую волость, по состоянию на 1 января 2015 года составляла 1334 человека.

## Населённые пункты
В состав волости входят 95 населённых пунктов (с апреля 2015 года), в том числе 1 село и 94 деревни:
| №  | Населённый пункт | Тип     | Население, чел. |
| -- | ---------------- | ------- | --------------- |
| 1  | Аксёново         | деревня | ↘6              |
| 2  | Алексехново      | деревня | →0              |
| 3  | Анашкино         | деревня | ↗19             |
| 4  | Анженки          | деревня | ↗8              |
| 5  | Асташово         | деревня | →0              |
| 6  | Белуши           | деревня | →3              |
| 7  | Бокачи           | деревня | ↘1              |
| 8  | Ботвино          | деревня | ↘16             |
| 9  | Брицы            | деревня | ↗4              |
| 10 | Бытнево          | деревня | ↘8              |
| 11 | Вашково          | деревня | ↘8              |
| 12 | Великие Суки     | деревня | →0              |
| 13 | Волково          | деревня | ↘7              |
| 14 | Володькино       | деревня | ↘12             |
| 15 | Выстрелово       | деревня | ↗31             |
| 16 | Глазаново        | деревня | ↗3              |
| 17 | Голубово         | деревня | ↘22             |
| 18 | Горбунова Гора   | деревня | →83             |
| 19 | Городище         | деревня | ↘7              |
| 20 | Горончарово      | деревня | ↘7              |
| 21 | Грибулек         | деревня | →16             |
| 22 | Грибульские      | деревня | →0              |
| 23 | Губаново         | деревня | ↗21             |
| 24 | Гусаково         | деревня | →1              |
| 25 | Давыдова Гора    | деревня | →4              |
| 26 | Дворянкино       | деревня | ↘10             |
| 27 | Жуково           | деревня | ↘24             |
| 28 | Зубры            | деревня | ↘8              |
| 29 | Качаново         | село    | ↘494            |
| 30 | Ключи            | деревня | ↗34             |
| 31 | Козельник        | деревня | ↗4              |
| 32 | Козлы            | деревня | ↘8              |
| 33 | Костино          | деревня | →3              |
| 34 | Костово-Горушка  | деревня | →0              |
| 35 | Котово-Заречье   | деревня | ↗19             |
| 36 | Кренево          | деревня | →8              |
| 37 | Кудрово          | деревня | →0              |
| 38 | Кудровская Дача  | деревня | →1              |
| 39 | Ладыгино         | деревня | ↘11             |
| 40 | Лепенцово        | деревня | →0              |
| 41 | Луг              | деревня | ↘29             |
| 42 | Лысы-Мухи        | деревня | →3              |
| 43 | Макаренки        | деревня | →0              |
| 44 | Максимково       | деревня | ↘1              |
| 45 | Манухново        | деревня | ↗4              |
| 46 | Маслово          | деревня | ↘15             |
| 47 | Машково          | деревня | ↘0              |
| 48 | Медниково        | деревня | ↗9              |
| 49 | Мельница         | деревня | ↗6              |
| 50 | Михалево         | деревня | →0              |
| 51 | Ново-Горшково    | деревня | ↗2              |
| 52 | Озерчины         | деревня | ↘0              |
| 53 | Отрез-Гора       | деревня | ↘2              |
| 54 | Павлово          | деревня | →0              |
| 55 | Панкратово       | деревня | →2              |
| 56 | Пемпеши          | деревня | →2              |
| 57 | Поддубно         | деревня | →0              |
| 58 | Поддубно         | деревня | →0              |
| 59 | Подсев           | деревня | ↘8              |
| 60 | Покровская Дача  | деревня | ↗36             |
| 61 | Поповские Хутора | деревня | →0              |
| 62 | Разливы          | деревня | →6              |
| 63 | Родовое          | деревня | ↘209            |
| 64 | Рокотово         | деревня | ↗6              |
| 65 | Романково        | деревня | ↗68             |
| 66 | Ромахново        | деревня | ↗27             |
| 67 | Рупосово         | деревня | ↘0              |
| 68 | Рясцы            | деревня | ↗23             |
| 69 | Самохвалово      | деревня | ↗17             |
| 70 | Саприхино        | деревня | →0              |
| 71 | Сергино          | деревня | ↘14             |
| 72 | Сергино          | деревня | ↘36             |
| 73 | Сергино          | деревня | ↗47             |
| 74 | Сергинские-Горки | деревня | →0              |
| 75 | Слепнево         | деревня | →2              |
| 76 | Смоленки         | деревня | ↗21             |
| 77 | Сорокино         | деревня | →0              |
| 78 | Спудищи          | деревня | ↘5              |
| 79 | Стукалово        | деревня | →5              |
| 80 | Суслово          | деревня | →4              |
| 81 | Суховерково      | деревня | ↗17             |
| 82 | Тарабухино       | деревня | →0              |
| 83 | Треугольник      | деревня | →0              |
| 84 | Троицкие         | деревня | →0              |
| 85 | Трумалево        | деревня | ↘13             |
| 86 | Тульцево         | деревня | →0              |
| 87 | Тумасы           | деревня | ↘15             |
| 88 | Тяпколово        | деревня | ↘11             |
| 89 | Угольница        | деревня | →0              |
| 90 | Унтино           | деревня | ↗6              |
| 91 | Юхново           | деревня | →3              |
| 92 | Язвино           | деревня | ↗5              |
| 93 | Ярлыки           | деревня | ↘2              |
| 94 | Ярцево           | деревня | →0              |
| 95 | Яшково           | деревня | →1              |

## История
До 1920 года Качановская волость с центром в д. Горбунова-Гора существовала в рамках Островского уезда Псковской губернии России
В 1920 — 1944 годы она входила в состав Латвии (как Качановская волость Лудзенского уезда в 1920 — 1925 гг., как Каценская волость Яунлатгальского (Абренского) уезда в 1925 — 1944 годах, в том числе в 1936 — 1944 годах выделенная отдельной Упмальская волость с центром в д. Горбунова Гора).
С января 1945 года территория современной волости вошла в Качановский район Псковской области РСФСР, упразднённый в 1958 году в пользу Палкинского района (Брицовский, Горбуновский и Качановский сельсоветы) на востоке и Печорского района на западе. Решением Псковского облисполкома от 26 октября 1959 года Брицовский и Горбуновский сельсоветы были объединены в Родовский сельсовет.
С 1961 до 1966 года Качановский сельсовет временно входил в Печорский район, а Родовский сельсовет — в Островский район.
Постановлением Псковского областного Собрания депутатов от 26 января 1995 года все сельсоветы в Псковской области были переименованы в волости, в том числе Качановский сельсовет был превращён в Качановскую волость.
Законом Псковской области от 28 февраля 2005 года в границах волости было образовано также муниципальное образование Качановская волость со статусом сельского поселения с 1 января 2006 года в составе муниципального образования Палкинский район со статусом муниципального района.
C января 1995 до апреля 2015 года в состав Качановской волости входило 54 населённых пункта, в том числе село Качаново и 53 деревни: Асташово, Белуши, Ботвино, Вашково, Великие Суки, Волково, Володькино, Городище, Горончарово, Грибульские, Гусаково, Жуково, Зубры, Козлы, Костино, Костово-Горушка, Кренево, Кудровская Дача, Ладыгино, Лепенцово, Луг, Лысы-Мухи, Макаренки, Максимково, Манухново, Маслово, Машково, Мельница, Михалево, Озерчины, Павлово, Панкратово, Пемпеши, Поддубно, Подсев, Покровская Дача, Рупосово, Сергино, Сергинские-Горки, Саприхино, Сорокино, Самохвалово, Спудищи, Слепнево, Стукалово, Угольница, Язвино, Смоленки, Тульцево, Тарабухино, Юхново, Ярцево, Ярлыки.
Законом Псковской области от 30 марта 2015 года в состав Качановской волости с 11 апреля 2015 года была включена упразднённая Родовская волость.